# Бенгалик золотогрудий
Бенгалик золотогрудий (Amandava subflava) — вид горобцеподібних птахів родини астрильдових (Estrildidae). Поширений в Африці.

## Поширення
Вид займає великий ареал, що включає значну частину Африки на південь від Сахари від Сенегамбії до Африканського Рогу і на південь до Південно-Африканської Республіки; він також трапляється в південній частині Аравійського півострова, а також у Кувейті куди він був завезений людиною.
Середовищем існування цих птахів є трав'янисті ділянки та очеретяні зарості поблизу постійних джерел води, а також ділянки розріджених чагарників з великими трав'янистими галявинами та обсадженою деревами саванною до 2400 м над рівнем моря. Також без проблем колонізує оброблені території, а в деяких районах свого ареалу проникає в сади та подвір'я приміських будинків.

## Підвиди
Виділяють три підвиди:
- Amandava subflava subflava, номінальний підвид, поширений від Гамбії до північної Уганди;
- Amandava subflava clarkei Shelley, 1903, від Кенії до східної Південної Африки;
- Amandava subflava niethammeri Wolters, 1969, з Конго до Малаві.